# Cephalotes
Cephalotes – rodzaj mrówek z podrodziny Myrmicinae.
Mrówki te cechują się spłaszczoną głową z dużymi oczami, umieszczonymi u szczytu głęboko wykrojonych rowków czułkowych. W widoku bocznym ich pomostek jest pozbawiony szypułki.
Przedstawiciele rodzaju zasiedlają krainę neotropikalną oraz południowe krańce Nearktyki: Sonorę, Teksas, Nowy Meksyk, Arizonę i Florydę. Zawleczeni zostali także do Papui-Nowej Gwinei.

## Taksonomia

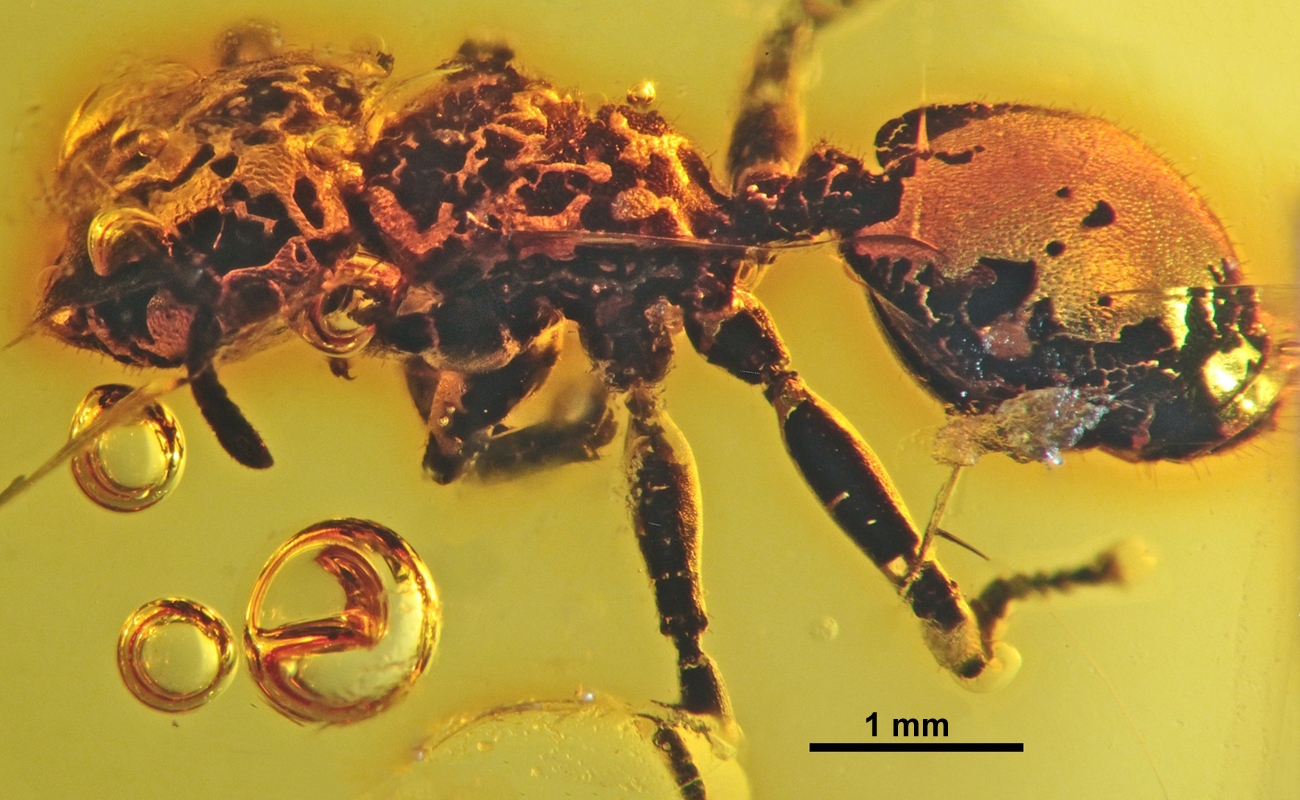
Cephalotes alveolatus

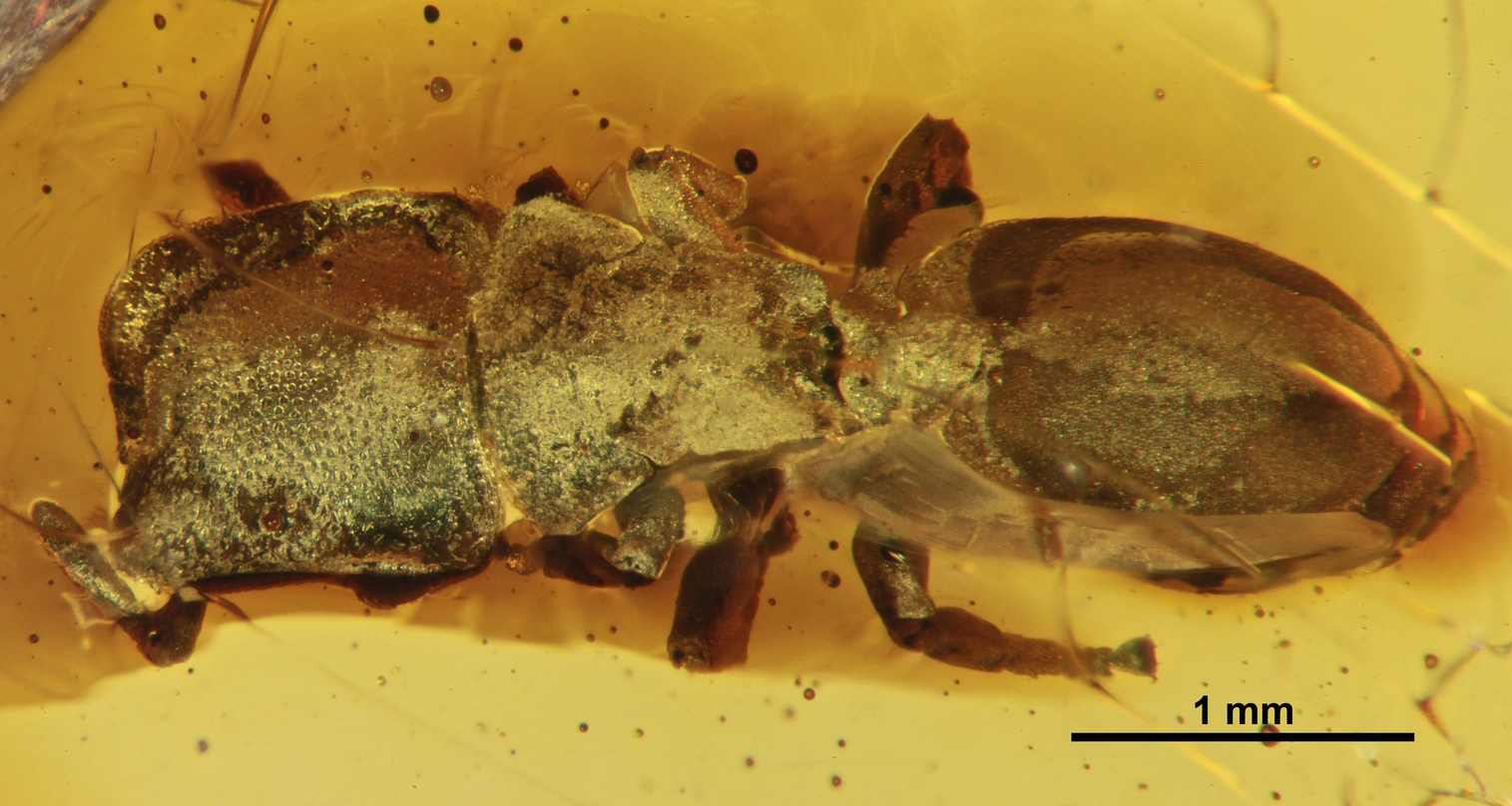
Cephalotes caribicus

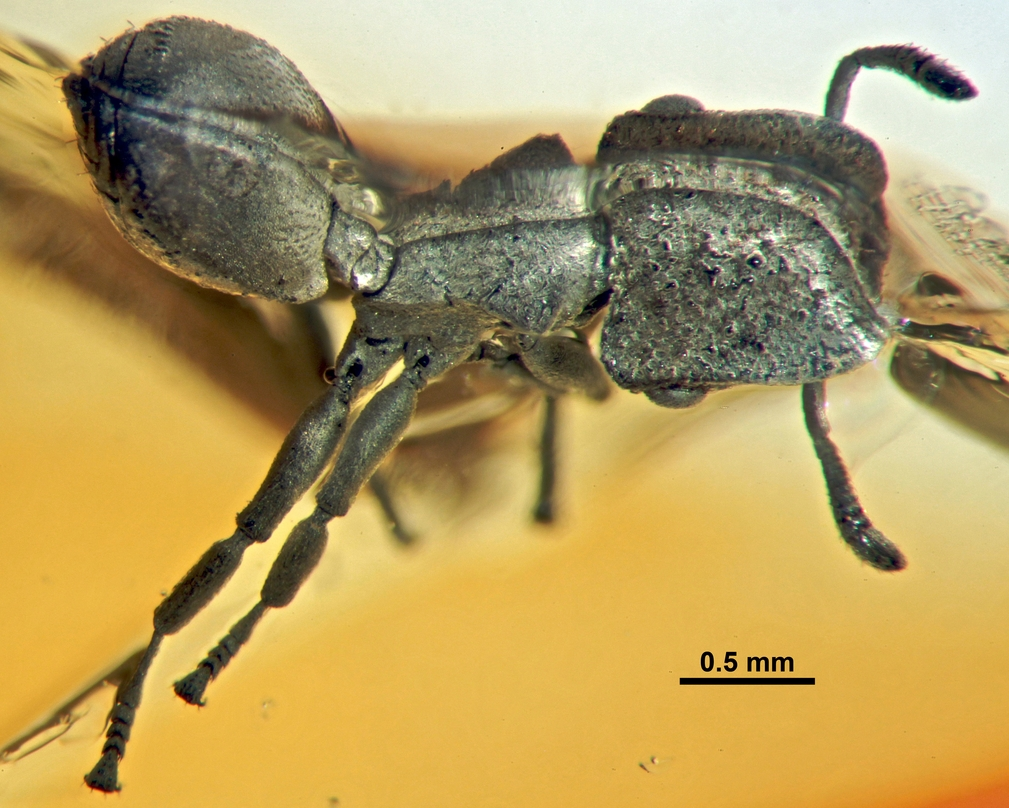
Cephalotes dieteri

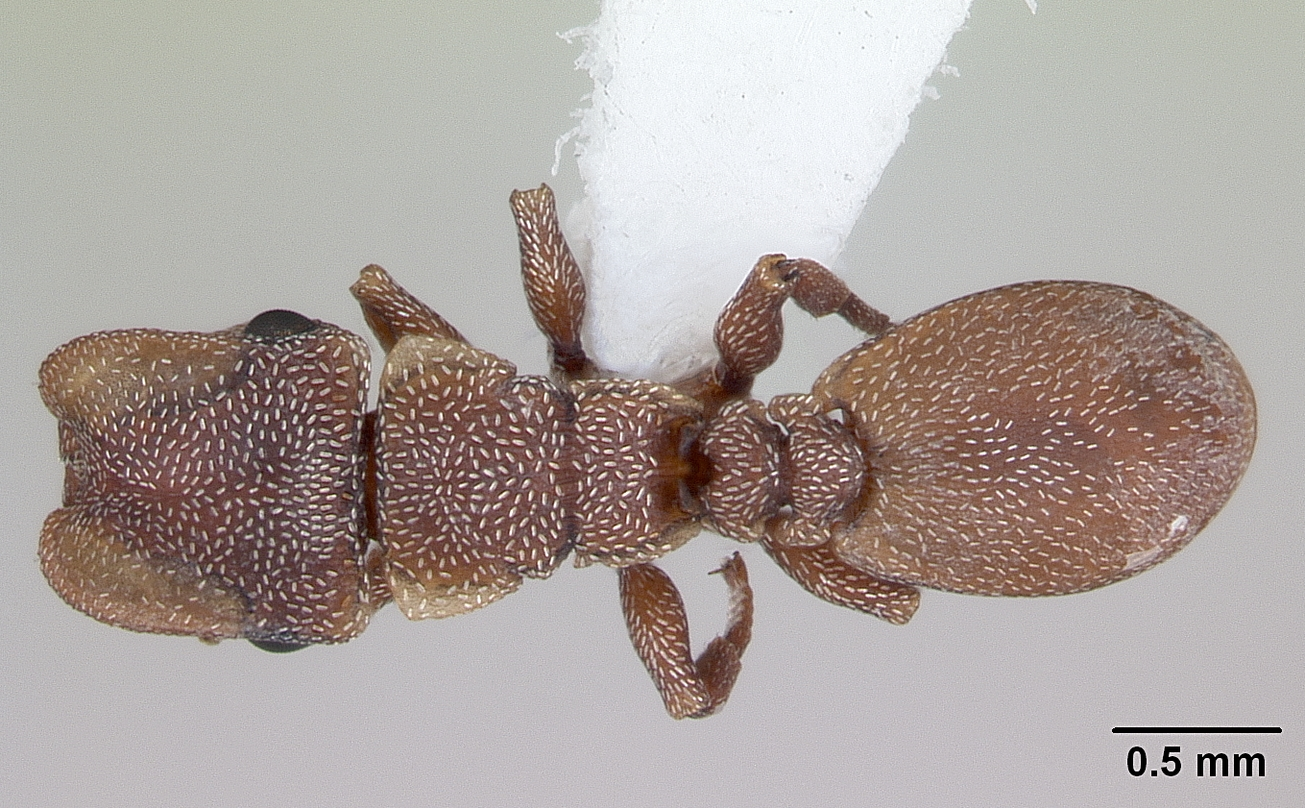
Cephalotes incertus

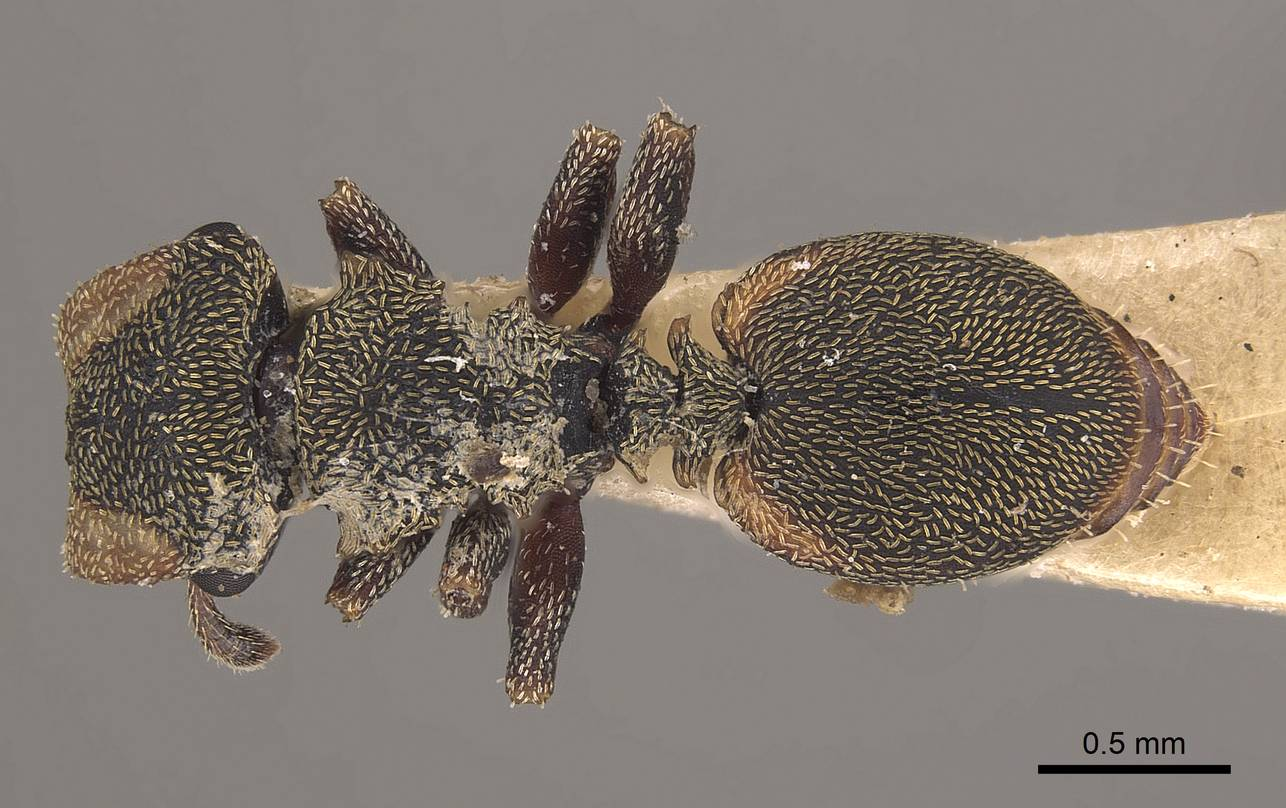
Cephalotes coffeae

Rodzaj ten wprowadził w 1802 roku Pierre-André Latreille. W 1999 M.L. de Andrade i C. Baroni Urbani opublikowali kompletną rewizję rodzaju, w której zsynonimizowali z nim rodzaje Zacryptocerus, Eucryptocerus i Exocryptocerus oraz zamieścili klucz do oznaczania wszystkich gatunków.
Należy tu 130 opisanych gatunków:

- Cephalotes adolphi (Emery, 1906)
- Cephalotes alfaroi (Emery, 1890)
- †Cephalotes alveolatus (Vierbergen & Scheven, 1995)
- Cephalotes angustus (Mayr, 1862)
- Cephalotes argentatus (Smith, 1853)
- Cephalotes argentiventris De Andrade, 1999
- Cephalotes atratus (Linnaeus, 1758)
- Cephalotes auriger De Andrade, 1999
- Cephalotes basalis (Smith, 1876)
- Cephalotes betoi De Andrade, 1999
- Cephalotes biguttatus (Emery, 1890)
- Cephalotes bimaculatus (Smith, 1860)
- Cephalotes bivestitus (Santschi, 1922)
- Cephalotes bloosi Baroni Urbani, 1999
- Cephalotes bohlsi (Emery, 1896)
- Cephalotes borgmeieri (Kempf, 1951)
- Cephalotes brevispineus De Andrade & Baroni Urbani, 1999
- Cephalotes bruchi (Forel, 1912)
- †Cephalotes caribicus De Andrade & Baroni Urbani, 1999
- Cephalotes chacmul Snelling, 1999
- Cephalotes christopherseni (Forel, 1912)
- Cephalotes clypeatus (Fabricius, 1804)
- Cephalotes coffeae (Kempf, 1953)
- Cephalotes columbicus (Forel, 1912)
- Cephalotes complanatus (Guerin-Meneville, 1844)
- Cephalotes conspersus (Smith, 1867)
- Cephalotes cordatus (Smith, 1853)
- Cephalotes cordiae (Stitz, 1913)
- Cephalotes cordiventris (Santschi, 1931)
- Cephalotes crenaticeps (Mayr, 1866)
- Cephalotes cristatus (Emery, 1890)
- Cephalotes curvistriatus (Forel, 1899)
- Cephalotes decolor De Andrade, 1999
- Cephalotes decoloratus De Andrade, 1999
- Cephalotes dentidorsum De Andrade, 1999
- Cephalotes depressus (Klug, 1824)
- †Cephalotes dieteri De Andrade & Baroni Urbani, 1999
- Cephalotes dorbignyanus (Smith, 1853)
- Cephalotes duckei (Forel, 1906)
- Cephalotes ecuadorialis De Andrade, 1999
- Cephalotes eduarduli (Forel, 1921)
- Cephalotes emeryi (Forel, 1912)
- Cephalotes fiebrigi (Forel, 1906)
- Cephalotes flavigaster De Andrade, 1999
- Cephalotes foliaceus (Emery, 1906)
- Cephalotes fossithorax (Santschi, 1921)
- Cephalotes frigidus (Kempf, 1960)
- Cephalotes goeldii (Forel, 1912)
- Cephalotes goniodontes De Andrade, 1999
- Cephalotes grandinosus (Smith, 1860)
- Cephalotes guayaki De Andrade, 1999
- Cephalotes haemorrhoidalis (Latreille, 1802)
- Cephalotes hamulus (Roger, 1863)
- Cephalotes hirsutus De Andrade, 1999
- Cephalotes hispaniolicus De Andrade, 1999
- Cephalotes inaequalis (Mann, 1916)
- Cephalotes inca (Santschi, 1911)
- Cephalotes incertus (Emery, 1906)
- Cephalotes insularis (Wheeler, 1934)
- Cephalotes integerrimus (Vierbergen & Scheven, 1995)
- Cephalotes jamaicensis (Forel, 1922)
- Cephalotes jansei (Vierbergen & Scheven, 1995)
- Cephalotes jheringi (Emery, 1894)
- Cephalotes klugi (Emery, 1894)
- Cephalotes kukulcan Snelling, 1999
- Cephalotes laminatus (Smith, 1860)
- Cephalotes lanuginosus (Santschi, 1919)
- Cephalotes lenca De Andrade, 1999
- Cephalotes liepini De Andrade, 1999
- Cephalotes liogaster (Santschi, 1916)
- Cephalotes maculatus (Smith, 1876)
- Cephalotes manni (Kempf, 1951)
- Cephalotes marginatus (Fabricius, 1804)
- Cephalotes maya De Andrade, 1999
- Cephalotes membranaceus (Klug, 1824)
- Cephalotes minutus (Fabricius, 1804)
- Cephalotes mompox De Andrade, 1999
- Cephalotes multispinosus (Norton, 1868)
- Cephalotes nilpiei De Andrade, 1999
- Cephalotes notatus (Mayr, 1866)
- Cephalotes obscurus (Vierbergen & Scheven, 1995)
- Cephalotes oculatus (Spinola, 1851)
- Cephalotes olmecus De Andrade, 1999
- Cephalotes opacus Santschi, 1920
- Cephalotes pallens (Klug, 1824)
- Cephalotes pallidicephalus (Smith, 1876)
- Cephalotes pallidoides De Andrade, 1999
- Cephalotes pallidus De Andrade, 1999
- Cephalotes palta De Andrade, 1999
- Cephalotes palustris De Andrade, 1999
- Cephalotes patei (Kempf, 1951)
- Cephalotes patellaris (Mayr, 1866)
- Cephalotes pavonii (Latreille, 1809)
- Cephalotes pellans De Andrade, 1999
- Cephalotes persimilis De Andrade, 1999
- Cephalotes persimplex De Andrade, 1999
- Cephalotes peruviensis De Andrade, 1999
- Cephalotes pileini De Andrade, 1999
- Cephalotes pilosus (Emery, 1896)
- Cephalotes pinelii (Guerin-Meneville, 1844)
- Cephalotes placidus (Smith, 1860)
- Cephalotes poinari Baroni Urbani, 1999
- Cephalotes porrasi (Wheeler, 1942)
- Cephalotes prodigiosus (Santschi, 1921)
- Cephalotes pusillus (Klug, 1824)
- Cephalotes quadratus (Mayr, 1868)
- Cephalotes ramiphilus (Forel, 1904)
- Cephalotes resinae De Andrade, 1999
- Cephalotes rohweri (Wheeler, 1916)
- Cephalotes scutulatus (Smith, 1867)
- Cephalotes serraticeps (Smith, 1858)
- Cephalotes serratus (Vierbergen & Scheven, 1995)
- Cephalotes setulifer (Emery, 1894)
- Cephalotes simillimus (Kempf, 1951)
- Cephalotes sobrius (Kempf, 1958)
- Cephalotes solidus (Kempf, 1974)
- Cephalotes specularis Brandão et al., 2014
- Cephalotes spinosus (Mayr, 1862)
- Cephalotes squamosus (Vierbergen & Scheven, 1995)
- Cephalotes sucinus De Andrade, 1999
- Cephalotes supercilii De Andrade, 1999
- Cephalotes taino De Andrade, 1999
- Cephalotes targionii (Emery, 1894)
- Cephalotes texanus (Santschi, 1915)
- Cephalotes toltecus De Andrade, 1999
- Cephalotes trichophorus De Andrade, 1999
- Cephalotes umbraculatus (Fabricius, 1804)
- Cephalotes unimaculatus (Smith, 1853)
- Cephalotes ustus (Kempf, 1973)
- Cephalotes varians (Smith, 1876)
- Cephalotes ventriosus De Andrade, 1999
- Cephalotes vinosus (Wheeler, 1936)
- Cephalotes wheeleri (Forel, 1901)